# Никкооя
Никкооя — река в России, протекает на границе Калевальского и Лоухского районов Карелии. Устье реки находится в 23 км по левому берегу реки Кизрека. Длина реки составляет 16 км.
Протекает через озеро Онуфриярви, в котором принимает правый приток — Онуфриёки.

## Данные водного реестра
По данным государственного водного реестра России относится к Баренцево-Беломорскому бассейновому округу, водохозяйственный участок реки — Ковда от истока до Кумского гидроузла, включая озёра Пяозеро, Топозеро. Речной бассейн реки — бассейны рек Кольского полуострова и Карелии, впадает в Белое море.
Код объекта в государственном водном реестре — 02020000412102000000253.